# Hakob Tonoyani anvan Sowpergavat' 1998
La Hakob Tonoyani anvan Sowpergavat' 1998 è stata la terza edizione della supercoppa armena di calcio.
Il Tsement Ararat vinse sia il campionato che la coppa e venne sfidato dallo Širak, secondo classificato in campionato.
L'incontro si giocò il 15 novembre 1998 e vinse il Tsement Ararat, al suo primo titolo.

## Tabellino
| Erevan 15 novembre 1998                                                                       | Tsement Ararat       | 1 – 1         | Širak | Stadio Hrazdan |
| \| \| \| \| \| Manukian 83’ \| Marcatori \| 90’ Avanesian \| \| \| Tiri di rigore 4 – 3 \| \| |                      |               |       |                |
|                                                                                               |                      |               |       |                |
| Manukian 83’                                                                                  | Marcatori            | 90’ Avanesian |       |                |
|                                                                                               | Tiri di rigore 4 – 3 |               |       |                |